# 裏入学 〜淫液に濡れた教科書〜
『裏入学 〜淫液に濡れた教科書〜』（うらにゅうがく いんえきにぬれたきょうかしょ）は、アトリエかぐや DREIZEHNが2004年12月17日に発売したアダルトゲームである。
開発チームDREIZEHNのデビュー作である。原画は神藤みけこ。2006年1月26日にIXIAよりDVDプレイヤーズゲーム版が発売された。

## あらすじ
進学率100％を誇る西条学園。しかし、そこには勉強をせず、進学を拒否する3人の問題児がいた。松田修司は理事長から『裏指導』と呼ばれる受験生の淫乱度を試す究極の裏試験制度を問題児3人に施すように命じられた。修司は、問題児に悪戦苦闘しながらも3人を裏指導に導いていく…

## 登場人物
松田修司（まつだ しゅうじ）
声：なし
身長183cm 血液型：B型
本作の主人公。眼鏡をかけている。西条学園の日本史教師で「裏指導」のプロ。喫煙者。大学時代は、なんでも短期間でマスターしてしまうことから「インスタント人間・修司」と呼ばれていた。
新宮寺真菜（しんぐうじ まな）
声：保波凛
身長160cm スリーサイズ：B84/W56/H85 血液型：O型
西条学園の生徒で問題児の一人目。陶芸家を目指している。
草薙倫（くさなぎ りん）
声：一色ヒカル
身長172cm スリーサイズ：B91/W59/H86 血液型：A型
西条学園の生徒で問題児の二人目。バレーボール部のエース。
七瀬瑠璃（ななせ るり）
声：金田まひる
身長148cm スリーサイズ：B78/W52/H79 血液型：AB型
西条学園の生徒で問題児の三人目。パティシエを目指している。修司のことを「修ちゃん」と呼ぶ。
青葉知里（あおば ちさと）
声：榎津まお
身長166cm スリーサイズ：B88/W57/H86 血液型：B型
西条学園の生徒。真菜の親友。うっかり屋。
比奈瀬実咲（ひなせ みさき）
声：西田こむぎ
身長158cm スリーサイズ：B95/W60/H89 血液型：O型
西条学園の保健医。修司の奴隷。
麻桐香澄（まとう かすみ）
声：深井晴花
身長164cm スリーサイズ：B90/W58/H85 血液型：A型
西条学園の教師。裏指導の主任。修司を敵視している。
青葉勇（あおば ゆう）
声：
知里の弟。修司曰く、容姿はショタ系。純真無垢で姉思い。また、真菜にほのかな思いを寄せている。
西条敬一郎（さいじょう けいいちろう）
声：
西条学園理事長。SM趣味があり、学園の体育倉庫の地下室には彼の集めたSM道具が揃っている。
東方院有友（とうほういん ありとも）
声：
香澄の叔父。『裏指導』で修司と因縁がある。
烏丸杏子（からすま きょうこ）
声：白井綾乃
真菜の憧れの陶芸家。「双頭の杏子」の異名を持つ裏入試の試験官。

## 関連商品
小説版『裏入学 ~淫液に濡れた教科書~』全2巻
著者：水碕睦月
発行：有限会社ハーヴェスト出版
発売：株式会社星雲社
上巻 2005年6月1日 初版発行
下巻 2005年7月1日 初版発行